# Нэнси Дрю. Тайна алой руки
«Нэнси Дрю: Тайна алой руки» (англ. Nancy Drew: Secret of the Scarlet Hand) — компьютерная игра, шестая в серии квестов о приключениях юной сыщицы Нэнси Дрю от Her Interactive. Игра основана на книге с одноимённым названием из серии «Загадочные приключения Нэнси Дрю», вышедшей в 1995 году. Релиз игры состоялся 4 сентября 2002 года в Северной Америке. В России игру выпустила компания «Новый диск» 15 ноября 2007 года.

## Игровой процесс
Геймплей игры мало отличается от предыдущих игр серии. Как и в предыдущих играх серии, экран поделен на три основных части. В верхней отображается вид на локацию от первого лица, там же можно выбирать действия и перемещаться между локациями, а в двух нижних расположен инвентарь и поле с описанием предметов и диалогами.
Локации в игре можно осмотреть, поворачиваясь на все 360 градусов. Они выполнены реалистично и детализированно. В игре курсором мыши можно было и взаимодействовать с предметами и перемещаться по локациям. Курсор обычно выглядит как лупа, он подсвечивается красным при наведении на предметы, с которыми можно взаимодействовать, и меняет форму на стрелку, если возможно перемещение. Иногда для перемещения между локациями используется часть карты Вашингтонского метрополитена.
Среди нововведений для серии в этой игре появилась возможность использования ноутбука Нэнси, в котором она ведет записи о происходящем.
В игре есть два уровня сложности. Выбрать один из них можно только в начале игры. Уровни влияют на количество подсказок и сложность головоломок, но не на развитие событий в игре.
В случае совершения какой-нибудь фатальной ошибки, появляется возможность использовать функцию «Второй шанс» и начать игру с места прямо перед совершенной ошибкой. Как и в предыдущих играх, Нэнси может позвонить своим друзьям: Джесс или Бесс, а также коллегам братьям Харди и другим знакомым, чтобы получить подсказки о том, что делать дальше.

## Сюжет
На этот раз Нэнси становится помощником куратора музея «Бич-Хилл» в Вашингтоне. Юной сыщице предстоит подготовить экспонаты к предстоящей выставке культуры майя, специально к которой доставили лишь недавно найденный уникальный монолит. Но в один момент дела в музее начинают идти кувырком: кто-то похищает ценнейший экспонат коллекции — нефритовую пластину с изображением легендарного царя майя Пакаля, оставляя в разбитой витрине записку с иероглифом и отпечатком алой руки. Затем один из коллег падает с лестницы и теряет память, а начальницу Нэнси, куратора музея Джоанну Ригз, отстраняют от работы, подозревая в причастности к краже. Так расследование волею совета директоров музейного фонда ложится на плечи единственного оставшегося сотрудника музея — Нэнси Дрю.
Игроку в роли Нэнси придётся разгадывать головоломки, общаться с различными персонажами и сдавать тест по культуре майя. Обнаружив связь между кражей в музее и двумя другими, произошедшими ранее в других местах, Нэнси сможет собрать ключ к гробнице некой «Шептуньи», создавшей более 1500 лет назад записи о повседневной жизни майя. Подобная находка заставит преступника выйти из тени и попытаться избавиться от Нэнси.

## Отзывы
| Сводный рейтинг       | Сводный рейтинг |
| Агрегатор             | Оценка          |
| --------------------- | --------------- |
| GameRankings          | 90              |
| MobyRank              | 84              |
| Иноязычные издания    |                 |
| Издание               | Оценка          |
| GameZone              | 8,5 из 10       |
| Just Adventure        | A               |
| Русскоязычные издания |                 |
| Издание               | Оценка          |
| Absolute Games        | 65 %            |
| «Игромания»           | 6,0             |

Несмотря на высокую схожесть игры с предыдущими играми серии, критики отметили, что «Тайна алой руки» местами существенно лучше них.
Модели персонажей стали лучше по сравнению с предыдущими частями: они все так же выполнены в 3D и анимированы и порой не уступают персонажам мультфильмов с компьютерной графикой. Окружающие пейзажи также стали лучше.
Just Adventure сочли сеттинг — подготовка обучающей выставки в небольшом музее в Вашингтоне — идеальным для подобной игры, так как он давал разработчикам возможность вписать в сюжет самые разные головоломки. Также в редакции отметили, что в персонажей в этой игре стало легче поверить. Они лучше прописаны и интересны. Это касается в том числе персонажей, которые ни разу не появились в кадре.
Музыка в игре добавляет атмосферы, но приедается за часы прохождения. Работа актёров озвучивания оригинальной версии игры стала лучше по сравнению с предыдущими играми.
Русская локализация игры была оценена «Игроманией» на 1 из 3-х баллов, при этом отмечено не лучшее озвучивание и схожесть по низкому качеству перевода с другими играми серии.
Рецензентом AG игра была сочтена «неплохим образцом классических квестов», хотя местами и однообразным. А Just Adventure просто назвали её «хорошим квестом». GameZone отметили довольно высокую сложность игры.